# Santa Maria in Monterone

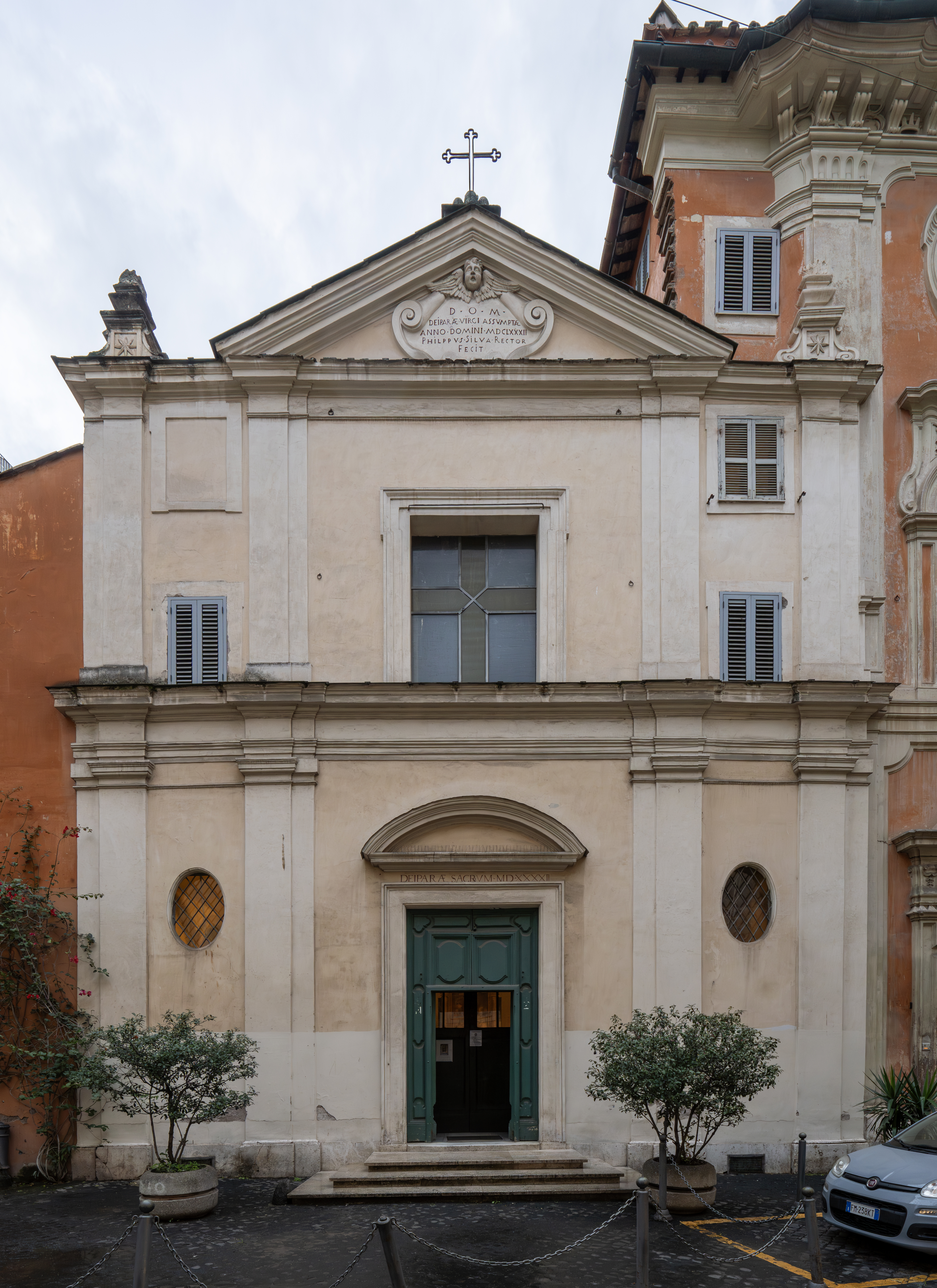
Fassade zur Via Monterone

Santa Maria in Monterone ist eine Kirche in Rom. Teile der heutigen Kirche entstammen noch dem 14. Jahrhundert, sie wurde mehrfach renoviert und umgebaut, grundlegend im 17. Jahrhundert. Sie ist heute Klosterkirche der Redemptoristen.

## Lage und Namen
Die Kirche liegt im VIII. römischen Rione Sant’Eustachio etwa 150 Meter nordwestlich des Largo di Torre Argentina. Den Beinamen zum Patrozinium Mariens in Monterone hat sie, wie auch die hier entlangführende Via Monterone, von einer aus Siena kommenden Familie Monteroni, die in dieser Gegend im Mittelalter Grundbesitz hatte. Buchowiecki lehnt die Gründung der Kirche durch diese Familie ab, sie unterhielt allerdings ein Pilgerhospiz für sienesische Bürger.

## Geschichte und Baugeschichte
Die Kirche wurde erstmals in einer Urkunde Papst Urbans III. aus dem Jahr 1186 genannt, sie unterstand damals dem Kapitel von San Lorenzo in Damaso. Im 13. Jahrhundert wurde sie erstmals renoviert und zweimal genannt, darunter in einer Urkunde des Papstes Innozenz IV. von 1246. Ein Jahrhundert später wurde sie abermals erneuert und 1341 erneut geweiht. Erneute Arbeiten stammen von 1542, eine durchgreifende Gestaltung im Stil der Zeit wie auch die Errichtung der Fassade erfolgten erst ab 1682. Papst Pius VIII. hob die Vorrechte von San Lorenzo in Damaso 1815 auf, übertrug die Pfarrei an Sant’Eustachio und setzte die Redemptoristen als neue Besitzer ein. Im späten 19. Jahrhundert wurde der Fußboden nochmals erneuert.

## Fassade

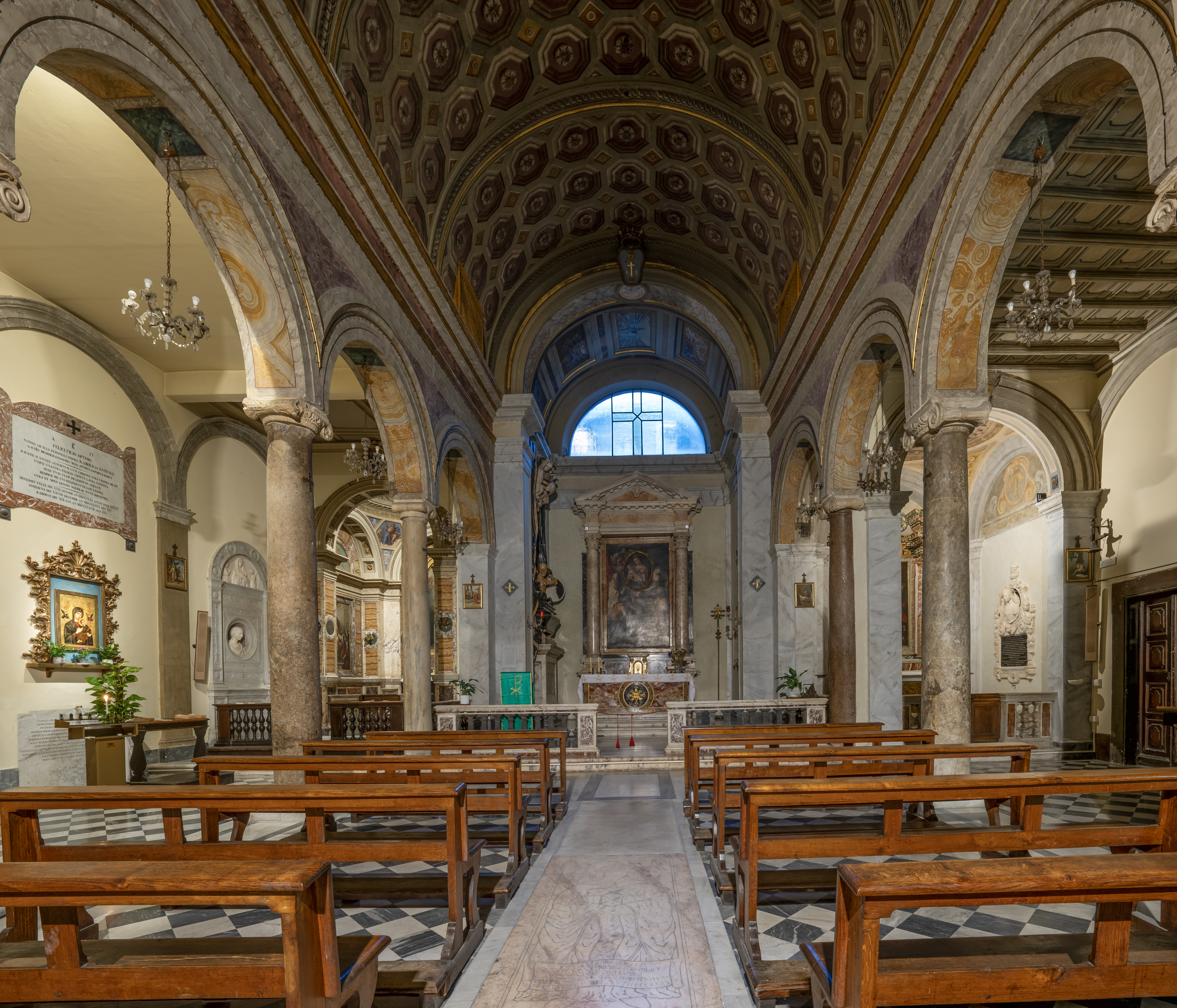
Blick durch das Mittelschiff zum Chor

Die für römische Verhältnisse schlichte Fassade ist zweigeschossig und dreiachsig ausgeführt. Die Fläche wird im Ober- und Untergeschoss von Pilastern toskanischer Ordnung gegliedert, das Portal wird von einem Segmentbogen überfangen, die seitlichen Travéen werden unten von hochoval gestellten kleinen Fenstern gegliedert. Im Obergeschoss durchbricht die Wand mittig ein großes Rechteckfenster, in den Seiten wiederum kleinere, wovon eines nur als Blindfenster gestaltet ist. Der Giebel enthält eine Kartusche mit der Inschrift bezüglich der Errichtung der Fassade, Flammenvasen und ein Kreuz auf Postamenten schließen die Fassade vertikal ab.

## Inneres
Die Kirche ist basilikal angelegt, sie verfügt demnach über drei Kirchenschiffe mit erhöhtem Mittelschiff. Die Arkadenbögen des Mittelschiffes werden von Säulen mit Kapitellen ionischer Ordnung getragen. Einige der Säulen und Kapitelle sind antik, sie können möglicherweise dem Portikus des Pompeius entnommen worden sein. Das Mittelschiff wird von einem kassettierten Tonnengewölbe überspannt, die Seitenschiffe sind, mit Ausnahme eines Joches, flach gedeckt, wobei die Kassetten der Decken nur gemalt sind. Die Kirche erhält, da die Tonne keine Fenster enthält, Tageslicht lediglich durch das Fenster der Portalseite und das Fenster im Tonnenabschluss über dem Hochaltar des Chores.

## Ausstattung

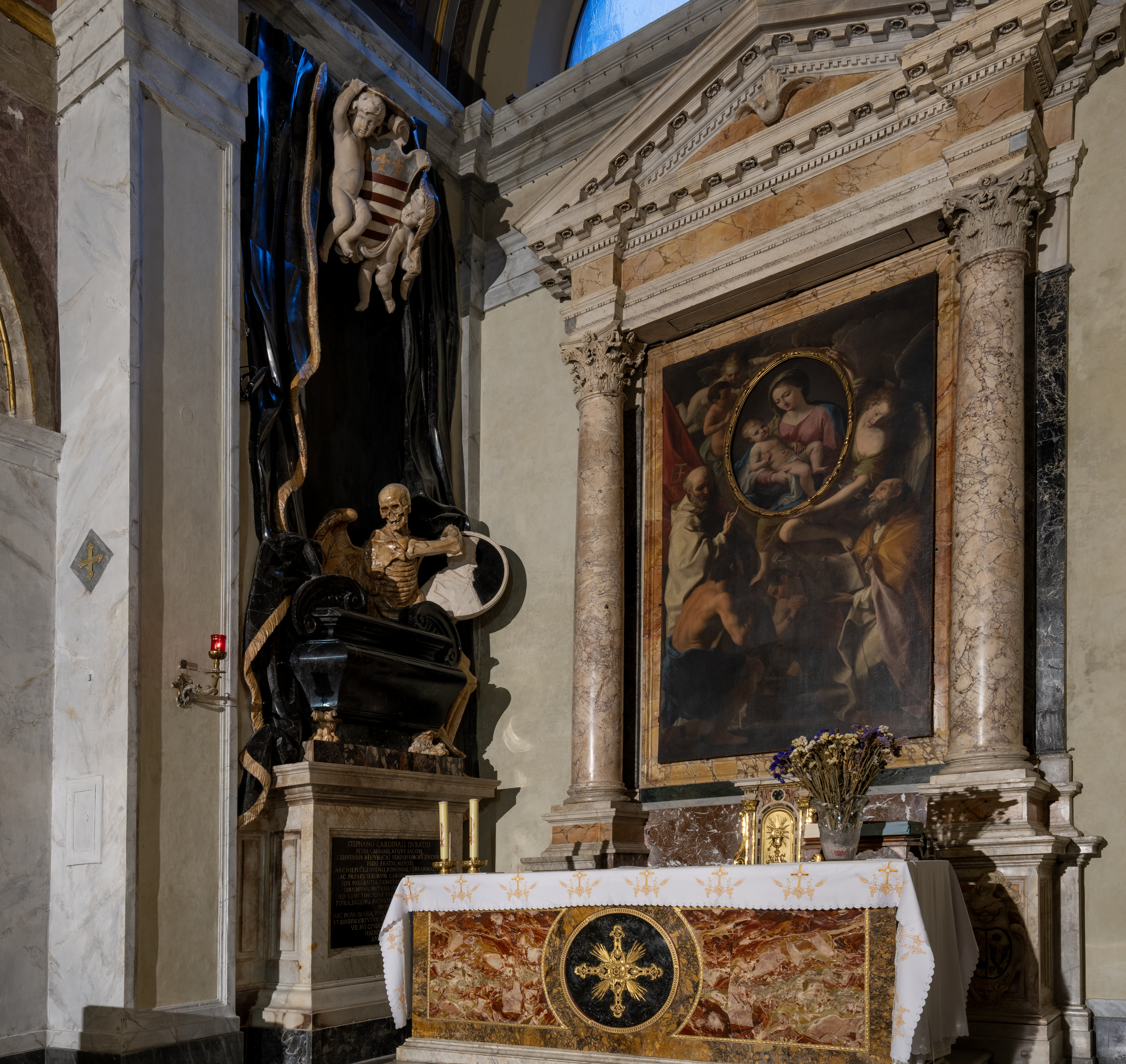
Der Hochaltar, links davon das Grabmal Kardinal Durazzos

Neben dem Chor im linken Seitenschiff vorne ist der Raum als tatsächliche Kapelle errichtet. Die Ausführung ist relativ neu und stammt von 1848, erschaffen wurde sie von Pietro Camporese. Die kleine Kuppel ist mit achteckigen Kassetten gestaltet, die Pendentifs sind freskiert, dargestellt sind Evangelisten, sie Arbeiten stammen vom neapolitanischen Künstler Donato de Vivo.
Das letzte Joch des rechten Seitenschiffes ist kapellenähnlich gestaltet, es ist ebenfalls überkuppelt, die Bauweise entspricht nochmals toskanischer Ordnung. Auf dem Altar befindet sich ein modernes Gemälde mit der Darstellung einer Anna selbdritt.
Hinter dem Hochaltar befindet sich ein hochovales Ölgemälde mit der Darstellung der Patronin mit dem Jesuskind. Das Bild ist in ein weiteres rechteckiges Gemälde eingepasst, das von einer Ädikula mit Säulen korinthischer Ordnung gefasst wird. Im größeren Bild weisen verschiedene Heilige auf das innere Bild hin. Beide sind Arbeiten von Gaspare Sentenari aus dem 17. Jahrhundert.
Bekannt ist die Kirche noch für ihre aus verschiedenen Jahrhunderten erhaltenen Grabdenkmäler und Grablegen. Links des Hochaltars befindet sich das Grabmal mit dem Sarkophag des Kardinals Stefano Durazzo, er starb 1667. Das Grab selbst wie der umgebende Schmuck und das Reliefbild des Kardinals könnten Arbeiten von Filippo Parodi aus Genua sein. Im rechten Seitenschiff befindet sich das Grabmal der Anna Morone, gestorben 1647, sowie im ersten Joch das der Caterina Gondi, gestorben 1867, es zeigt eine Büste der Verstorbenen. Die Patrizierfamilie Alberini bestattete ihre Angehörigen über Jahrhunderte in dieser Kirche, die ältesten Grablegen gehen zurück bis in das 14. Jahrhundert. Auch die Familie Orsini und andere Adelsfamilien ließen hier ihre Toten beisetzen. Ein Grabmal aus dem frühen 15. Jahrhundert ist im ersten Bogen des rechten Seitenschiffes erhalten, es zeigt den hier begrabenen Giovanni da Bazzano, er starb 1406. Ein Doppelgrabmal der Eheleute Cosimo und Patrizia Simonetti-Cingoli befindet sich rechts des Portals an der Wand, sie starben 1652.
In der Sakristei befindet sich ein Relief, es kann sich auf den in einer Novelle Giovanni Boccaccios erwähnten Mitglieds der weitverzweigten Orsini, Lello di Campo dei Fiori, beziehen, da darauf sowohl die heraldischen Symbole der Orsini als auch der Familie Leoni gearbeitet sind, aus dieser stammte seine Frau.